# Gonyosoma jansenii
Gonyosoma jansenii är en ormart som beskrevs av Bleeker 1858. Gonyosoma jansenii ingår i släktet Gonyosoma och familjen snokar. Inga underarter finns listade i Catalogue of Life.
Arten förekommer på Sulawesi. Honor lägger ägg.